# Suhov-torony (Konotop)
A Suhov-torony (ukránul: Шуховська вежа, magyar átírásban: Suhovszka vezsa) az Ukrajna Szumi területén fekvő Konotopban található forgási hiperboloid felületű acél építmény, amely eredetileg víztoronyként szolgált. A hiperboloid szerkezetek, héjak és rácsos héjak úttörője, Vlagyimir Suhov orosz mérnök és építész tervei alapján készült. A konotopi torony egyike Suhov kevés fennmaradt építményeinek.

## Története
A víztornyot 1928–1929-ben építették Vlagyimir Suhov tervei alapján a városi vízhálózat részeként. A torony egyúttal a légvédelem számára megfigyelő pontként is szolgált. A második világháború alatt megsérült, azóta mint víztorony nem funkcionál. 1980-ban a toronyról eltávolították a víztartályt. Később tv-toronyként is használták.
A Konotop egyik látványosságának számító torony napjainkban rossz műszaki állapotban felújításra vár. A Konotopi Városi Tanács 2012 márciusában a torony felújításáról határozott, erre azonban a pénzügyi fedezet hiánya miatt nem került sor.

## Jellemzői
A torony acélrudakból épül fel. A 25 pár acéltartó egyköpenyű forgási hiperboloidot alkot. Az acélszerkezet egy 16 m átmérőjű vasbeton alapon nyugszik. A torony tetején szintén acélból készült kör alakú platform található, amelyen a víztartály helyezkedett el. A torony közepén az alaptól a tartály tartószerkezetéig acélból épített csigalépcső vezet.